# Fernanda Lima
Fernanda Cama Pereira Lima (Porto Alegre; 25 de juny de 1977) és una model, presentadora de televisió i actriu brasilera. Malgrat una curta carrera al cinema i telenovel·les, s'ha consolidat en la cultura popular com a presentadora de diversos programes a MTV Brasil, Rede TV! i TV Globo.
Va ser contractada per la FIFA per ser la imatge de la Copa del Món de 2014 disputada al seu país i de la Pilota d'Or d'aquell any.

## Carrera

### Model
Va començar la seva carrera de model als 14 anys, quan va ser descoberta per un fotògraf, i va fer una gira de cinc mesos que la va portar a Japó, Milà i Zuric. Quan va tornar al Brasil, es va traslladar a São Paulo. Com a model, al Brasil i a l'estranger, ha estat fotografiada per a desenes de revistes de moda com L'Officiel, I-D, Cosmopolitan, Marie Claire, Elle, GQ o Trip, i va fer campanyes de publicitat per a la italiana Benetton.

### Televisió
El 1999 va fer el seu debut televisiu a MTV Brasil, en el programa Mochilão MTV. Després d'aquesta experiència, va decidir estudiar Periodisme i es va graduar en l'escola universitària FMU. A continuació, va anar a treballar a RedeTV! , on va presentar dos programes, Interligado, que anava adreçat a un públic jove i transmetia videoclips, actuacions en directe i temes d'interès per a adolescents, i TV Escolha, una sessió de cinema que es transmetia els diumenges i on els espectadors escollien les pel·lícules que es projectaven.

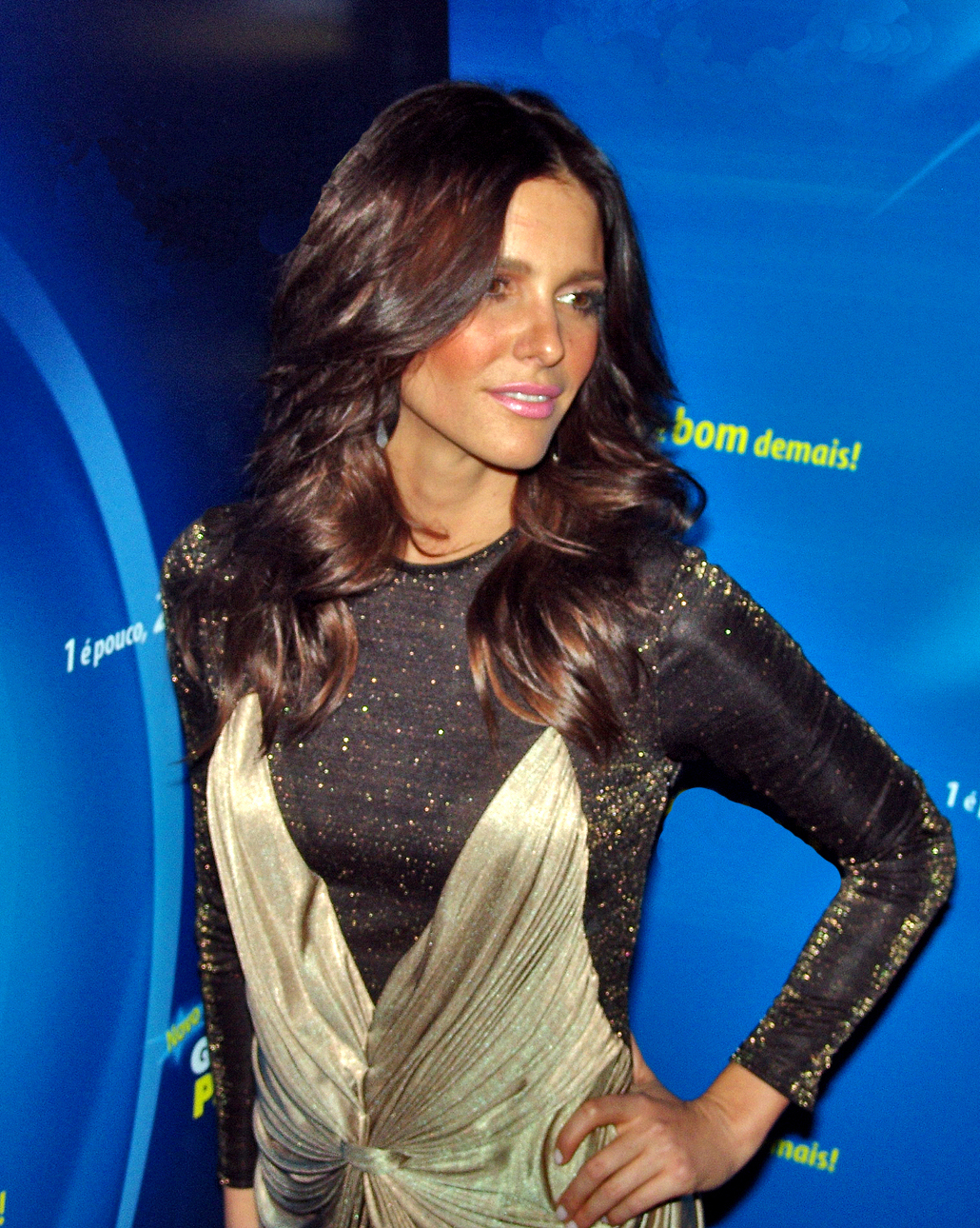
Lima el 2007

Després d'aquella temporada a Rede, l'agost de 2000 va retornar a MTV. De nou, va presentar Mochilão MTV, a més dels nous programes Luau MTV i Fica Comigo. El febrer de 2005 va ser contractada per la TV Globo per substituir Angélica Ksyvickis al capdavant de Vídeo Show, durant l'embaràs i el permís de maternitat de la presentadora titular. Poc després, va ser convidada a actuar en la sèrie Bang Bang, ambientada en el vell oest del Brasil, on encarnava la protagonista Diana Bullock. Sense cap formació ni experiència en la interpretació, el seu rol va rebre diverses crítiques negatives per part de la premsa, que la va responsabilitzar de la baixa audiència que havia tingut la telenovel·la. Malgrat tot, va rebre un paper en la pel·lícula de Carlos Lombardi, Pé na Jaca.
Després d'això, va aconseguir papers en el programa Fantástico i en la sèrie Por Toda Minha Vida. L'any 2009 s'estrenaria com a presentadora del reeixit Amor e Sexo, una tertúlia dirigida a un públic jove i que parlava sobre sexualitat i temes relacionats. Va encapçalar-lo durant les 11 temporades que va estar en antena, fins al 2018.

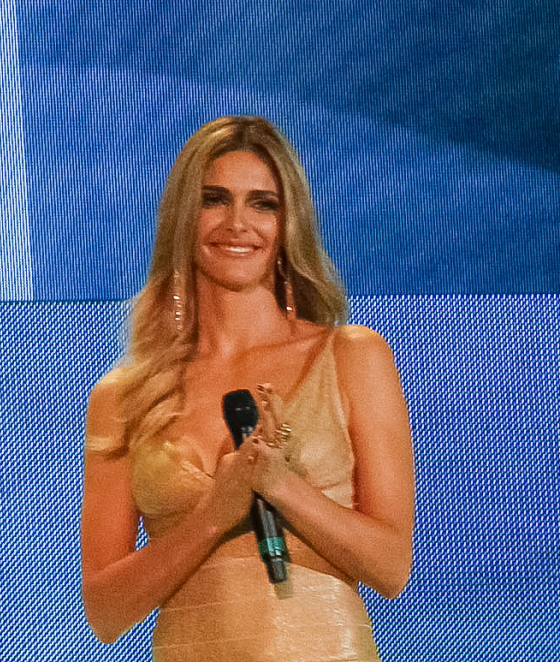
Lima durant el sorteig de la Copa del Món de la FIFA 2014

El juliol de 2010 va ser contractada per la FIFA per presentar —al costat del seu marit Rodrigo Hilbert— el llançament del logotip de la Copa del Món de Brasil 2014; i el juliol de 2011, amb el presentador Tadeu Schmidt, va hostatjar el sorteig de les eliminatòries del Mundial. El desembre de 2013, de nou al costat del seu marit, va presentar el sorteig de la composició de la fase de grups de la Copa. La seva participació en aquest esdeveniment va ser vista en directe per més de 500 milions d'espectadors a 200 països d'arreu del món, fent que fos anomenada la "deessa" o "musa" de la Copa del Món pels mitjans estrangers. L'escot del vestit que va lluir Lima durant el sorteig va ser censurat en la retransmissió en directe de l'esdeveniment a l'Iran, un dels països classificats pel Mundial. Els mitjans iranians es van mostrar descontents amb la sexualització de l'esdeveniment, i la cadena va argumentar que «el vestit de la dona que presenta el programa no compleix en absolut les nostres directrius de difusió».
A finals de 2013, va ser inclosa en la llista dels 10 brasilers que havien destacat en l'actualitat internacional d'aquell any, elaborada per la BBC Brasil. El gener de 2014, va ser l'amfitriona de la gala d'entrega de la Pilota d'Or de la FIFA, acompanyada de l'exfutbolista neerlandés Ruud Gullit.

## Vida personal
Fernanda Lima va néixer a Porto Alegre, Rio Grande do Sul. Té arrels portugueses i catalanes. Els pares de Lima són professors d'educació física i van tenir dos fills més, Rodrigo i Rafael. De petita, va mostrar interès pel periodisme i el món de l'art.
Lima té una relació estable amb l'actor i model Rodrigo Hilbert, amb qui té dos fills bessons i una nena. És fan del Grêmio Football Porto Alegrense, sòcia d'un restaurant de São Paulo, és vegetariana i practicant de ioga.

## Filmografia

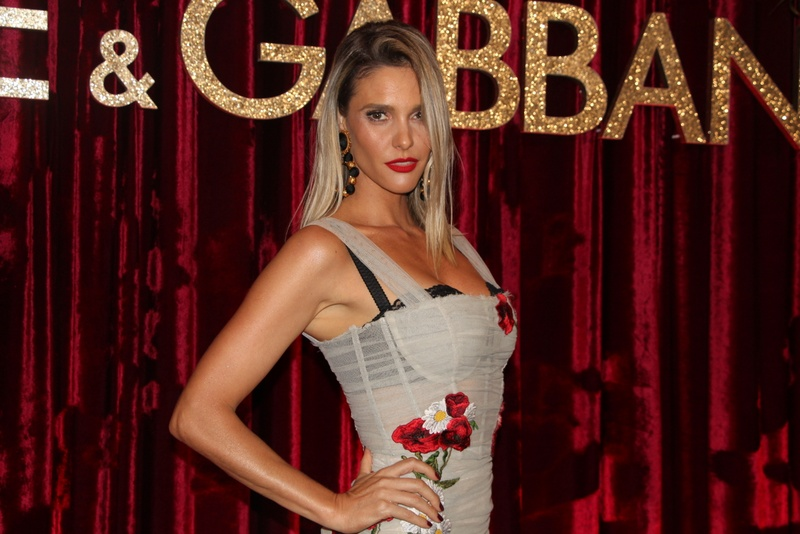
En un acte promocional de 2016.

### Televisió
| Any     | Títol                         | Funció           | Notes                                |
| ------- | ----------------------------- | ---------------- | ------------------------------------ |
| 1999    | Mochilão MTV                  | Presentadora     |                                      |
| 1999—00 | Interligado                   | Presentadora     |                                      |
| 1999—00 | TV Escolha                    | Presentadora     |                                      |
| 2000—03 | Luau MTV                      | Presentadora     |                                      |
| 2000—03 | Fica Comigo                   | Presentadora     |                                      |
| 2000—02 | Ford Super Model Brazil       | Presentadora     |                                      |
| 2002—03 | Mochilão MTV                  | Presentadora     |                                      |
| 2002—03 | Vídeo Music Brasil            | Presentadora     |                                      |
| 2005    | Vídeo Game                    | Presentadora     | Durante la baixa maternal d'Angélica |
| 2006—11 | Por Toda Minha Vida           | Presentadora     |                                      |
| 2007—08 | Vídeo Game                    | Presentadora     | Durante la baixa maternal d'Angélica |
| 2007    | Fantástico                    | Presentadora     | Secció Daqui pra Frente              |
| 2008—09 | Fantástico                    | Presentadora     | Secció Menina Fantástica             |
| 2009—18 | Amor & Sexo                   | Presentadora     |                                      |
| 2013    | Criança Esperança             | Presentadora     |                                      |
| 2014—16 | Superstar                     | Presentadora     |                                      |
| 2015    | Show da Virada                | Presentadora     |                                      |
| 2017    | Popstar                       | Presentadora     |                                      |
| 2017    | Chacrinha, O Eterno Guerreiro | Membre del jurat |                                      |
| 2020    | Caminho Zen                   | Presentadora     |                                      |
| 2021    | Bem Juntinhos                 | Presentadora     |                                      |

### Telenovel·les
| Any  | Títol             | Personatge                              |
| ---- | ----------------- | --------------------------------------- |
| 2002 | Desejos de Mulher | Ankita                                  |
| 2005 | Bang Bang         | Diana Bullock                           |
| 2006 | Pé na Jaca        | Branca Maria Botelho Bulhões (Maria Bô) |
| 2008 | Beleza Pura       | ella mateixa                            |
| 2013 | Sangue Bom        | ella mateixa                            |
| 2015 | Os Suburbanos     | Sônia                                   |

### Pel·lícula
| Any  | Títol                                    | Personatge         |
| ---- | ---------------------------------------- | ------------------ |
| 2003 | Stuck on You                             | Susie              |
| 2004 | Didi quer ser criança                    | Sandrinha (adulta) |
| 2004 | A Dona da História                       | Maria Helena       |
| 2004 | Cine Gibi                                | ella mateixa       |
| 2008 | Maria Ninguém                            | Brigitte Bardot    |
| 2009 | Flordelis - basta uma palavra para mudar | Bianca             |

## Premis i nominacions
| Any  | Premi                                      | Categoria                                    | Notes                 | Resultat   |
| ---- | ------------------------------------------ | -------------------------------------------- | --------------------- | ---------- |
| 2002 | Capricho Awards                            | Millor presentador(a)                        | Fica Comigo           | Guanyadora |
| 2003 | Prêmio Qualidade Brasil - SP               | Millor presentadora de Programa d'Auditori   | Fica Comigo           | Nominada   |
| 2006 | Meus Prêmios Nick                          | "Gata do Ano"                                | Fernanda Lima         | Nominada   |
| 2008 | Prêmio Qualidade Brasil                    | Millor presentador(a) de Programa Musical    | Por Toda Minha Vida   | Guanyadora |
| 2009 | Capricho Awards                            | Premi a l'estil                              | Fernanda Lima         | Nominada   |
| 2009 | Prêmio Arte Qualidade Brasil               | Millor presentador(a) de Programa d'Auditori | Amor & Sexo           | Nominada   |
| 2011 | Prêmio Melhores da Revista da TV - O Globo | Millor presentadora                          | Amor & Sexo           | Guanyadora |
| 2011 | Prêmio Arte Qualidade Brasil               | Millor presentador(a) de Programa d'Auditori | Amor & Sexo           | Nominada   |
| 2012 | Prêmio Extra de Televisão                  | Millor presentador(a)                        | Amor & Sexo           | Nominada   |
| 2012 | Melhores do Ano NaTelinha                  | Millor presentadora                          | Amor & Sexo           | Nominada   |
| 2013 | Troféu Guri                                | Homenatge                                    |                       | Guanyadora |
| 2013 | Troféu Leão Lobo                           | Presentadora                                 | Amor & Sexo           | Guanyadora |
| 2013 | Melhores do UOL e PopTevê                  | Presentadora                                 | Amor & Sexo           | Nominada   |
| 2013 | Prêmio Quem                                | Millor presentador(a)                        | Amor & Sexo           | Nominada   |
| 2014 | Troféu Internet                            | Millor presentador(a) de Programa d'Auditori | Amor & Sexo           | Nominada   |
| 2014 | Prêmio Extra de Televisão                  | Millor presentador(a)                        | Amor & Sexo           | Guanyadora |
| 2014 | Melhores do Ano NaTelinha                  | Millor presentador(a)                        | Amor & Sexo           | Nominada   |
| 2014 | Melhores do UOL e PopTevê                  | Millor presentador(a)                        | Amor & Sexo           | Guanyadora |
| 2014 | Prêmio F5 - Folha de S.Paulo               | Presentadora de l'any                        | Amor & Sexo           | Guanyadora |
| 2014 | Meus Prêmios Nick                          | "Gata do Ano"                                | Fernanda Lima         | Nominada   |
| 2015 | Troféu Observatório da Televisão           | Millor presentadora                          | Superstar             | Nominada   |
| 2015 | Troféu Internet                            | Millor presentador(a)                        | Superstar             | Nominada   |
| 2015 | Troféu UOL TV e Famosos                    | Millor presentador(a)                        | Superstar             | Nominada   |
| 2016 | Prêmio Cidadania em Respeito à Diversidade | Homenatge                                    | Amor & Sexo           | Guanyadora |
| 2016 | Prêmio F5                                  | Millor presentador(a)                        | Amor & Sexo           | Nominada   |
| 2016 | Troféu UOL TV e Famosos                    | Millor presentador(a)                        | Amor & Sexo           | Nominada   |
| 2017 | Prêmio Extra de Televisão                  | Millor presentador(a)                        | Amor & Sexo           | Nominada   |
| 2017 | Prêmio Contigo! Online                     | Millor presentadora                          | Amor & Sexo           | Nominada   |
| 2017 | Troféu UOL TV e Famosos                    | Millor presentadora                          | Amor & Sexo           | Nominada   |
| 2017 | Prêmio APCA de Televisão                   | Millor presentador(a)                        | Amor & Sexo i Popstar | Nominada   |
| 2018 | Prêmio Extra de Televisão                  | Millor presentador(a)                        | Amor & Sexo           | Nominada   |
| 2018 | Troféu UOL TV e Famosos                    | Millor presentadora                          | Amor & Sexo           | Nominada   |
| 2019 | Troféu Internet                            | Millor presentadora                          | Amor & Sexo           | Nominada   |
| 2019 | Prêmio APCA de Televisão                   | Millor programa de televisió                 | Amor & Sexo           | Guanyadora |